# Припливне прискорення

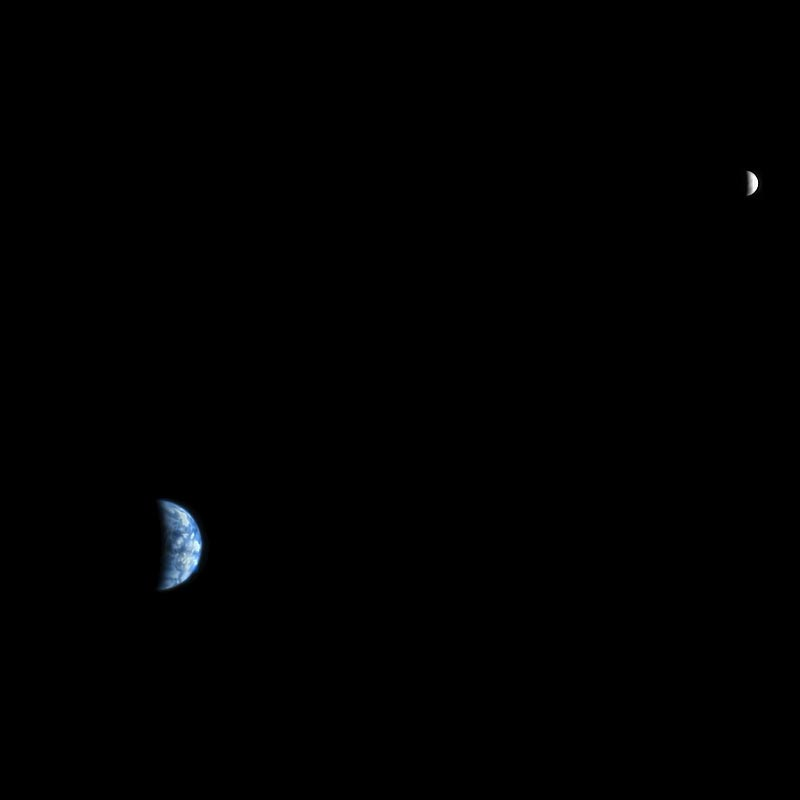
Фото Землі і Місяця з планети Марс.

Припливне прискорення — ефект, викликаний гравітаційно-припливною взаємодією в системі природний супутник — центральне тіло. Головними наслідками цього ефекту є зміна орбіти супутника і уповільнення обертання центрального тіла навколо осі, як це спостерігається в системі Земля — Місяць. Іншим наслідком є розігрівання надр планет, як це спостерігається з Іо і Європою і, імовірно, малозначний ефект з древньою Землею.
Маса Місяця дорівнює приблизно 1/81 маси Землі. Таке співвідношення є нетипово великим у порівнянні з іншими супутниками планет в Сонячній системі. З цієї причини Місяць і Земля можуть розглядатися скоріше як подвійна планетна система, ніж як планета із супутником. На користь такої точки зору свідчить те, що площина місячної орбіти лежить дуже близько до площини орбіти Землі навколо Сонця, а не в екваторіальній площині Землі. Практично всі інші супутники в Сонячній системі мають орбіти, що лежать майже точно в екваторіальній площині своїх планет-господарів.